# Klockarängens skjutfält
Klockarängens skjutfält även Slättens skyttecentrum var ett övnings- och skjutfält beläget cirka två kilometer nordost om Örebro i Örebro kommun. 

## Historik
Platsen är en del av Livregementets grenadjärers (I 3) tidigare närövningsfält och användes av de lokala hemvärnsförbanden samt skytteklubbar. Skjutfältet omfattade åren 1976–1993 ett område som sträckte sig över Venafältet norrut mot Kränglan och Klockarängen öster om Lillån. Klockarängen köptes av staten 1943 då den siste brukaren Erik Andersson sålde sin gård i samband att övningsfält utvidgades. Utvidgningen hade föreslagits av regeringen till riksdagen våren 1942. Sekundchefen vid Livregementets grenadjärer hade framlagt att regementets övningsfält inte var tillräckligt för övningar i kompani- och bataljonsförband. Där med föreslog sekundchefen ett förvärv i anslutning till övningsfältet, omfattande egendomarna Slätten, Klockarängen och Prästebol samt del av egendomen Ulriksberg. År 1976 köptes den gamla Venatippen av staten, vilken fungerat som sopptid åren 1968–1976, som övningsområde till regementet i Örebro. Efter att Västerleden anlades 1973, kom E20 från 1976 att dela övningsområdet i två delar, där den norra delen utgjordes av området Klockarängen och Kränglan och den södra av Venan. 
År 1992 upphörde grundutbildningen vid Livregementets grenadjärer, därmed fanns det inte samma behov av skjutfält inom försvaret. Den södra delen av Klockarängens skjutfält, som satt samman med kasernetablissement, kom att avyttras 1993 till Örebro kommun och utgör sedan 1995 naturreservatet Rynningeviken. Den södra delen av Klockarängens skjutfält, Venafältet, omfattade olika övningsplatser för bland annat provkammare, motorterrängbana, fältarbetsplats, broslagningsplats och sprängplatser. Kvar fanns den norra delen av Klockarängens skjutfält, vilken istället omvandlades till ett skyttecentrum till hemvärnet. Det bland annat på grund av att de skjutbanor vid Kroktjärn på Villingsbergs skjutfält som tidigare använts av Hemvärnet revs efter att den militära grundutbildningen vid regementet upphörde.
Det nya skyttecentrumet kom att kallas för Slättens skyttecentrum och invigdes den 15 maj 1998, bland annat genom en premiärskjutning av försvarsområdesbefälhavaren överste Christer Svensson på den nya sexhundrametersbanan. Skjutbanan var då Sveriges miljövänligaste bana, då den hade en bädd med sönderrivet gummi för att fånga upp kulorna. I början av 2000-talet administrerades skjutplatsen av Artilleriregementet (A 9). På grund av den omlokalisering som gjordes av regementet till Boden, kom den militära närvaron på skjutplatsen att upphöra. Istället kom Örebro kommun att överta platsen, och samlade den lokala civila skytteverksamhet till ett ställe. Den 25 april 2015 återinvigdes skjutplatsen, med bland annat Europamästare i lerduveskytte Natalie Larsson och världsmästarinnan Elin Åhrlin som gäster.